# Lea Michele
Lea Michele (* 29. srpna 1986 New York, USA) je americká herečka, zpěvačka, autorka, která se nejvíce proslavila rolí Rachel Berry v seriálu Glee (2009–2015). Za roli získala dvě nominace na Zlatý glóbus a jednu nominaci na cenu Emmy. Také získala ceny Satellite Award, Screen Actors Guild Award a tři People's Choice Awards. Již od svých 8 let vystupovala na Broadwayi.
Profesionálně začala pracovat na Broadwayi v produkcích jako Bídníci, Ragtime a Šumař na střeše. V roce 2006 získala hlavní roli v muzikálu Probuzení jara, za kterou získala nominaci na cenu na Drama Desk Award. V roce 2008 se podílela na soundtrackovém albu, které získalo cenu Grammy v kategorii Nejlepší muzikálové album.
Svůj filmový debut si odbyla romantickou komedií Šťastný Nový rok v roce 2011, režírovanou Garrym Marshallem. Svůj hlas propůjčila Dorotce v animovaném filmu Legenda Země Oz: Dorotka se vrací (2014).
V roce 2012 podepsala smlouvu s Columbia Records jako sólo umělkyně. V prosinci roku 2013 vydala první singl „Cannonball“. Své debutové album Louder vydala 4. března 2014. Album se umístilo na 4. místě žebříčku Billboard 200 a za první týden se ho prodalo na 62 000 kopií. V roce 2017 vydala druhé studiové album s názvem Places, které debutovala na 28. místě v žebříčku Billboard 200.
V květnu 2014 vydala svojí první knihu Brunette Ambition a stala se číslem 3 v americkém bestsellerovém žebříčku The New York Times. V roce 2015 vydala další knihu s názvem You First: Journal Your Way To Your Best Life.
V roce 2015 byla obsazena do seriálu stanice Fox Scream Queens. V roce 2017 získala roli Valentiny v sitcomu stanice ABC The Mayor.

## Životopis a kariéra

### 1986–2005: Začátek života a vzdělání
Narodila se v Bronxu v New Yorku. Je dcerou Edith T. Sarfati (narozená 19. října 1960), bývalé zdravotní sestry a Marka D. Sarfatiho (narozený 1. září 1958), realitního agenta a bývalého majitele lahůdkářství. Její matka je katolička a otec žid (jeho rodina emigrovala ze Španělska a Turecka). Vyrůstala jako katolička. První čtyři roky života strávila v Bronxu, poté se její rodiče rozhodli přestěhovat do Tenafly v New Jersey.
Její rodiče také pronajali apartmán na Manhattanu, kde žili, když Lea vystupovala na Broadwayi. Navštěvovala základní školu Rockland Country Day School v Congers v New Yorku. Poprvé své jméno jako Lea Michele udala při konkurzu na muzikál Bídníci, od té doby používá jen to. Na prvním konkurzu na muzikál zpívala písničku "Angel of Music" z muzikál Fantom opery, protože to byl jediný muzikál, který v té době znala. Původně šla na konkurz jako podpora své kamarádce, ale nakonec získala roli sama. V roce 1997 studovala doma, zatímco pracovala v Torontu v Ontariu v kanadské produkci muzikálu Ragtime.
Navštěvovala střední školu Tenafly High School v New Jersey, kde byla členkou debatního kroužku, volejbalového týmu a součástí tamního sboru.
Mezi lety 2000 a 2002 navštěvovala v létě Stagedoor Manor, centrum pro výuku herectví. Později byla přijata na Tish School of the Arts, ale rozhodla se věnovat práci v divadle.

### 1995–2008: Začátek kariéry a divadelní role
Svůj debut na Brodawayi zažila v roce 1995, v 8 letech jako náhradnice v roli Mladé Cosette v muzikálu Bídníci. Následovaly role v muzikálech Ragtime (americká verze) a Šumař na střeše. Ve čtrnácti letech začala pracovat na muzikálu Probuzení jara, kde působila dalších 8 let. Za své role na Broadwayi získala třikrát cenu Broadway.com Audience Awards. V květnu 2008 opustila se svým kolegou Jonathanem Groffem muzikál a byla nahrazena Alexandrou Sochou.

### 2009–2010
Michele hraje v americkém seriálu stanice Fox Glee roli Rachel Berryové. Role Rachel byla napsaná speciálně pro ni. Ryan Murphy, tvůrce show, prozradil, že strávil tři měsíce hledáním po Broadwayi, než našel právě Leu. Pilotní epizoda byla natáčena na konci roku 2008. Za roli získala v roce 2009 několik ocenění: Satellite Award, NewNowNext Award a získala nominaci na Teen Choice Award v kategorii Objev roku. O rok později získala nominaci na Zlatý glóbus a Emmy. Získala další nominaci na Teen Choice Award, tentokrát v kategorii Nejlepší herečka v komediálním seriálu. V roce 2010 se objevila v listu Nejvlivnějších osobností světa magazínu Time. V roce 2012 získala cenu People's Choice Award. V roce 2011 získala dvě nominace na cenu Grammy v kategoriích Nejlepší pop vystoupení za „Don't Stop Believin'“ a Nejlepší soundtrackové album za Glee: The Music, Volume 1. Znovu získala nominaci na Zlatý glóbus v kategorii Nejlepší herečka v televizním seriálu – muzikál nebo komedie.
V květnu 2010 vyjela společně s obsazením seriálu na americké koncertní turné, kdy hráli deset show ve Phoenixu, Los Angeles a New Yorku. O rok později vyjeli na turné Glee Live! In Concert, kdy hráli 22 show po Severní Americe a 9 show v Anglii a Irsku.

### 2010–současnost: Herecká kariéra,Loudera vydání knihy
V roce 2010 se připojila k obsazení animovaného filmu Legenda Země Oz: Dorotka se vrací, do kterého propůjčila hlas hlavní postavě Dorotce. Film měl premiéru 9. května 2014. V říjnu 2010 byla obsazena do romantické komedie režiséra Garryho Marshalla Šťastný Nový rok, kde si zahrála po boku Ashtona Kutchera. Film byl vydán 9. prosince 2011.
V roce 2012 oznámila, že pracuje na svém prvním sólovém albu. 12. prosince 2013 vystoupila se svým singlem „Cannonball“ v Show Ellen Degeneres. Písnička se umístila na 75. místě žebříčku Billboard. Za první týden se prodalo přes 51 000 kopií. Druhý singl „Battlefield“ měl premiéru na internetové stránce Just Jared 27. prosince. Album debutovalo na 4. místě žebříčku Billboard 200 a za první týden se ho prodalo přes 62 000 kopií.
V roce 2014 se objevila v epizodě seriálu stanice Fox Zákon gangu. Její druhá kniha You First byla vydána 22. září 2015. V lednu 2015 byla obsazena do hororově-komediálního seriálu Scream Queens, ve kterém hrála po boku Jamie Lee Curtis, Emmy Roberts a Olivera Hudsona. Za roli Hester Ulrich získala nominace na ceny People's Choice a Teen Choice.
V dubnu 2015 začala pracovat na druhém studiovém albu. V lednu 2017 měla mini turné nazvané An Intimate Evening with Lea Michele, na kterém hrála písničky z druhého alba Places. Hlavní singl „Love is Alive“ byl vydán 3. března 2017. Album bylo vydané 28. dubna 2017 a za první týden se prodalo přes 16 tisíc kopií. Roli Amandy si zahrála v prvním dílu seriálu Dimension 404, který měl premiéru 4. dubna 2017. Byla obsazena do role Valentiny Barelly v sitcomu stanice ABC The Mayor. Seriál byl zrušen po první řadě.

## Osobní život
Před natáčením seriálu Glee chodila krátce s hercem Matthewem Morrisonem. Od roku 2006 do roku 2008, než se nastěhovala do Kalifornie, žila s hercem Landonem Beardem. Mezi létem 2008 a jarem 2009 chodila s hercem a zpěvákem Johnem Llyod Youngem. V listopadu 2009 začala chodit s hercem Theo Stockmanem.
V říjnu 2008 začala pracovat po boku herce Coryho Monteitha. Oficiálním párem se stali v listopadu 2011, ale médiím svůj vztah odtajnili až v únoru roku 2012. V sobotu 13. července 2013 byl nalezen mrtev ve svém pokoji v hotelu The Fairmont Pacific Rim ve Vancouveru v Kanadě. Příčina smrti byla předávkování heroinem a sloučení s alkoholem.
Od června 2014 chodila s modelem Matthewem Paetzem, se kterým se seznámila v dubnu 2014 na natáčení videoklipu k písničce „On My Way“. Od července roku 2016 chodí se Zandym Reichem, prezidentem společnosti AYR. Dvojice se zasnoubila v dubnu 2018 a 9. března 2019 se vzali. 
V srpnu roku 2020 se jim narodil syn, kterého pojmenovali Ever Leo. O čtyři roky později přišla na svět dcera Emery.

## Filmografie

### Film
| Rok  | Název                             | Role             | Poznámky       |
| ---- | --------------------------------- | ---------------- | -------------- |
| 1998 | Tichá noc Bustera a Chaunceyho    | Christina (hlas) |                |
| 2011 | Glee: The 3D Concert Movie        | Rachel Berry     | Koncertní film |
| 2011 | Šťastný nový rok                  | Elise            |                |
| 2014 | Legenda Země Oz: Dorotka se vrací | Dorotka (hlas)   |                |

### Televize
| Rok       | Název pořadu              | Role                | Poznámky                                        |
| --------- | ------------------------- | ------------------- | ----------------------------------------------- |
| 2000      | Třetí hlídka              | Sammi               | díl: „Spring Forward Fall Back“                 |
| 2008      | Around the Block          | Sama sebe           | Pilot                                           |
| 2009–2015 | Glee                      | Rachel Berry        | Hlavní role                                     |
| 2010      | Simpsonovi                | Sarah (hlas)        | díl: „Elementary School Musical“                |
| 2011      | Cleveland show            | Rachel Berry (hlas) | díl: „How Do You Solve a Problem Like Roberta?“ |
| 2012      | The Glee Project          | Samu sebe           | díl: „Individuality“                            |
| 2012      | Inside the Actor's Studio | Samu sebe           | díl: „18x03“                                    |
| 2013      | Top Chef                  | Samu sebe           | díl: „Lea Michele's Halloween Bash“             |
| 2014      | Zákon Gangu               | Gertie              | díl: „Smoke'em If You Got'em“                   |
| 2015–2016 | Scream Queens             | Hester              | hlavní role, 23 dílů                            |
| 2016      | Kdo myslíš, že jsi?       | Samu sebe           | díl: „Lea Michele“                              |
| 2017      | Dimension 404             | Amanda              | díl: „Matchmaker“                               |
| 2017–2018 | The Mayor                 | Valentina Barella   | hlavní role, 13 dílů                            |
| 2019      | Same Time, Next Christmas | Olivia Henderson    | televizní film                                  |

## Kariéra

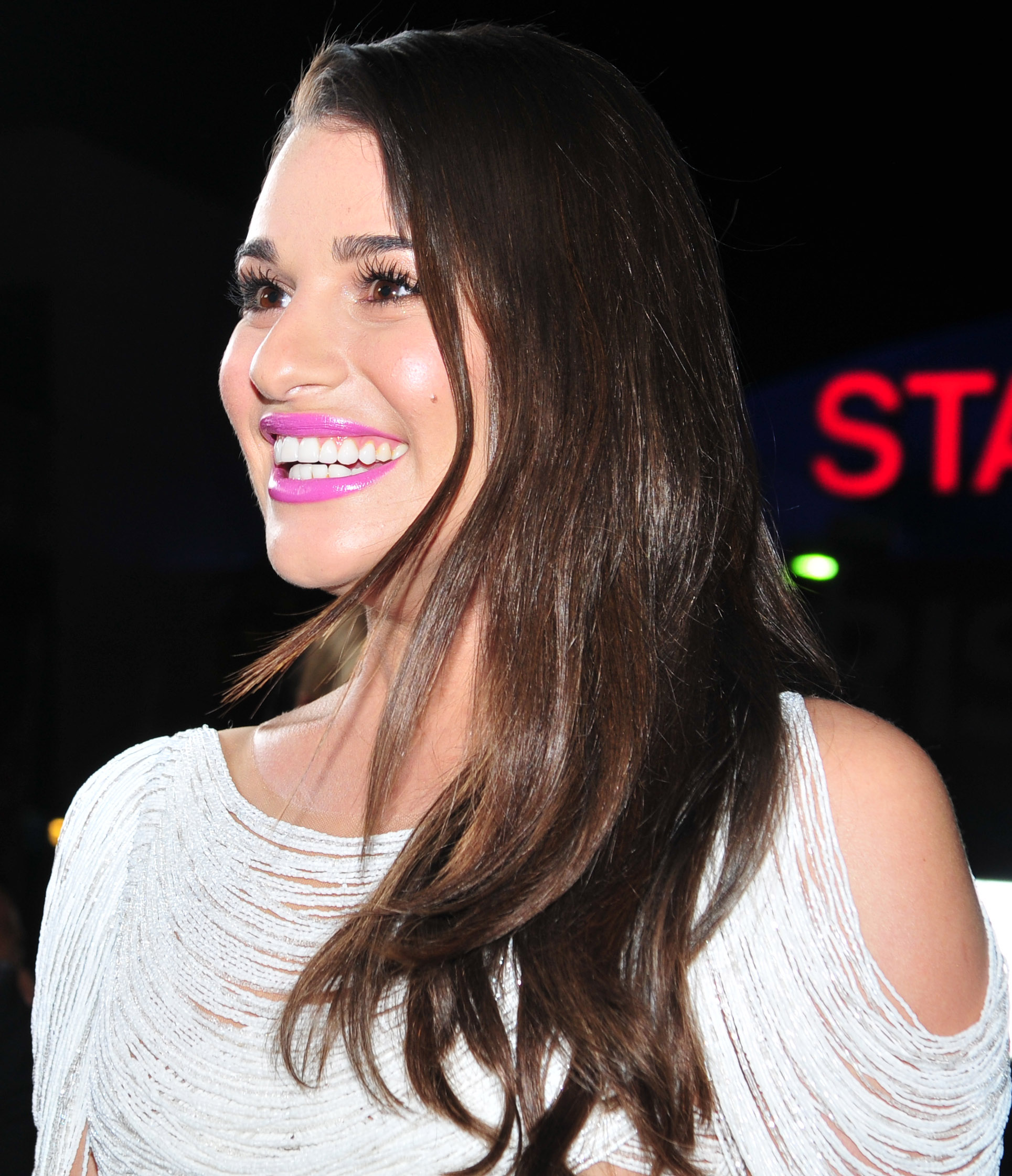
Michele na předávání People's Choice Awards v roce 2012

### Broadway
- Bídníci jako Malá Cosette (1995–96)
- Ragtime jako Malá holčička (1998–99)
- Šumař na střeše jako Shprintze a Chava (2004–05)
- Probuzení jara jako Wendla (2006–08)

### Scénická čtení a workshopy
- spolupráce s Burtem Bacharachem a Stevenem Saterem (listopad 2009)
- Nero jako Octavia (červenec 2008)
- Samson a Delíla jako Delíla
- King jako Anisette
- Wuthering Heights jako Lucy
- Hot and Sweet jako Naleen (září 2006)
- Probuzení jara jako Wendla – Roundabout Theatre Company (2000 a červen 2001)
- The Rocky Horror Show jako Janet Weiss – Wiltern Theatre (2010)
- Malá mořská víla jako princezna Ariel – Hollywood Bowl (2019)

### Další projekty
- Ragtime jako Malá holčička, Toronto Centre for the Arts, Toronto, Ontario (1997)
- Deník Anny Frankové jako Anna Franková, Washington, D. C. (2005)
- Spring Awakening jako Wendla, Atlantic Theatre Company, mimo Broadway (květen–srpen 2006)
- reklamy a tvář pro společnost Dove (2010)
- reklama na Chevrolet, jako Rachel Berry: Glee reklama k Super Bowlu (únor 2011)
- tvář reklam společnosti Nike (2011)
- reklama na HP TouchPad (2011)
- tvář společnosti Candies (2012)
- tvář kosmetické společnosti L'Oreal Paris (2012)

## Diskografie
- Louder

| Číslo | Název              | Skladatelé                                                                                                | Producent                                            | Délka |  |
| 1.    | "Cannonball"       | - Sia Furler - Tor Erik Hermansen - Mikkel Storleer Eriksen - Benjamin Levin                              | - Stargate - Benny Blanco                            | 3:35  |  |
| 2.    | "On My Way"        | - Alexandra Tamposi - Marcus Lomax - Jordan Johnson - Stefan Johnson - Clarence Coffee - Fernando Garibay | - Monsters & Strangerz - Kuk Harrell                 | 3:45  |  |
| 3.    | "Burn with You"    | - Chantal Kreviazuk - Nasri Atweh - Adam Messinger - Nolan Lambroza                                       | - The Messengers - Sir Nolan                         | 3:38  |  |
| 4.    | "Battlefield"      | - Sia Furler - Larry Goldings                                                                             | - Josh Abraham - Oligee - Scott Cutler - Anne Preven | 4:18  |  |
| 5.    | "You're Mine"      | - Sia Furler - Chris Braide - John Barry - Leslie Bricusse                                                | - Chriss Braide - Harrell                            | 3:38  |  |
| 6.    | "Thousand Needles" | - Tove Lo - Ali Payami                                                                                    | - Payami - Harrell                                   | 3:24  |  |
| 7.    | "Louder"           | - Colin Munroe - Jaden Michaels - Anne Preven                                                             | - Munroe - Sean Walsh - Anne Preven                  | 3:50  |  |
| 8.    | "Cue the Rain"     | - Matt Radosevich - Felicia Barton - Anne Preven - Lea Michele                                            | - Matt Rad - Anne Preven                             | 3:59  |  |
| 9.    | "Don't Let Go"     | - Matt Radosevich - Felicia Barton - Anne Preven                                                          | - Matt Rad - Anne Preven - Cory Enemy                | 3:16  |  |
| 10.   | "Empty Handed"     | - John Shanks - Christina Perri - David Hodges                                                            | - David Hodges - John Shanks - Anne Preven           | 4:51  |  |
| 11.   | "If You Say So"    | - Furler - Braide - Lea Michele                                                                           | - Braide - Anne Preven                               | 4:15  |  |

### Places
| Číslo            | Název                  | Skladatelé                                              | Producent      | Délka |
| ---------------- | ---------------------- | ------------------------------------------------------- | -------------- | ----- |
| 1.               | "Love is Alive"        | - Chantal Kreviazuk - Nathan Chapman                    | - Xandy Barry  | 3:37  |
| 2.               | "Heavy Love"           | - Christopher Braide - Alexandra Hughes - Thomas Hull   | - Xandy Barry  | 3:40  |
| 3.               | "Proud"                | - Ruth Cunningham - John Shanks                         | - Shanks       | 3:56  |
| 4.               | "Believer"             | - Fransisca Hall - Anjulie Persaud - Jesse Shatkin      | - Shatkin      | 3:56  |
| 5.               | "Run to You"           | - Alexandra Tamposi - Stephen Wrabel - Nick van de Wall | - Shanks       | 3:38  |
| 6.               | "Heavenly"             | - Ellie Goulding - Richard Stannard - Ash Howes         | - Kyle Moorman | 3:45  |
| 7.               | "Anything's Possible"  | - Maureen McDonald - Myers                              | - Jon Levine   | 3:47  |
| 8.               | "Getaway Car"          | - Dana Parish - Andrew Hollander - Tamposi              | - Hollander    | 3:30  |
| 9.               | "Sentimental Memories" | - Linda Perry - Alexandra McDermott                     | - Shanks       | 4:30  |
| 10.              | "Tornado"              | - Chloe Angelides - Michael Fitzpatrick - Hall          | - Toby Gad     | 3:23  |
| 11.              | "Hey You"              | - Lea Michele - Tamposi - Wrabel                        | - Shanks       | 3:07  |
| Bonusové skladby |                        |                                                         |                |       |
| 12.              | "Truce"                | - Joleen Belle - Stephen Moccio - Julia Michaels        |                | 3:18  |
| 13.              | "Letting Go"           | - Angelides - Molly Morgenster - Oliver Geoffroy        |                | 3:13  |